# Копаево (Рыбинск)
Копаево — микрорайон в городе Рыбинске Ярославской области.

## Расположение
Микрорайон Копаево расположен в восточной части Рыбинска на правом берегу Волги, изолированно от основной части Рыбинска. С запада, юга и юго-востока микрорайон ограничен подъездными железнодорожными путями. С севера микрорайон ограничен перевалочной нефтебазой, с востока — комбикормовым заводом. Самая северная часть граничит с Волгой.
Микрорайон имеет Г-образную форму. Длинная часть (1,7 км) расположена вдоль Ошурковской улицы параллельно Волге в направлении запад-восток. Короткая часть вытянулась на север вдоль Буксирной улицы в направлении Волги на 900 м.

## История

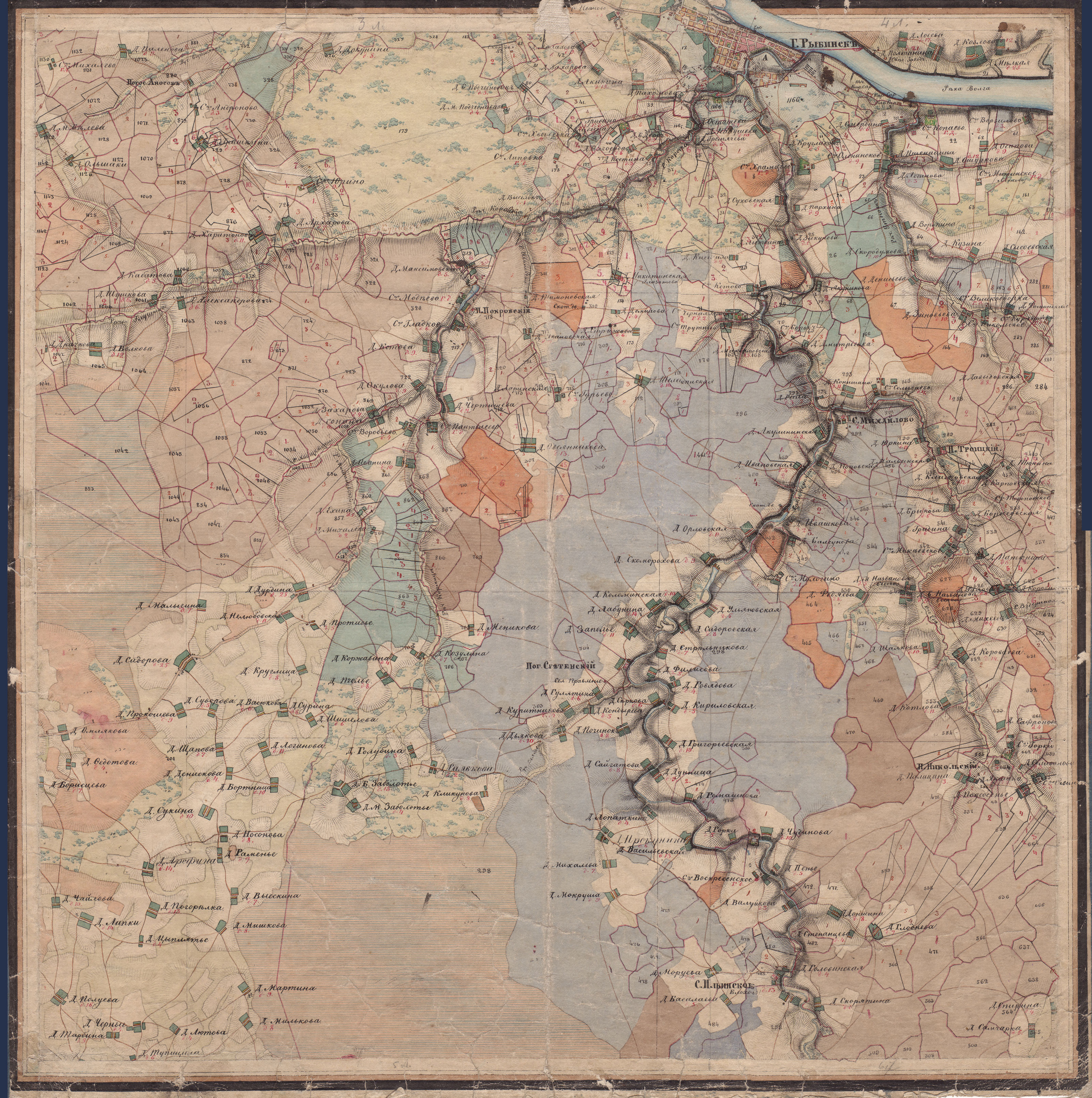
Рыбинск и его южные окрестности, из «Атласа Ярославской губернии» 1858 года

Название микрорайон получил от села Копаево, существовавшего уже в середине XVIII века. Название села связано либо со словом «копать», либо с обмолотом хлеба (копа — скорлупа, кожура). Село Копаево существовало заметно восточнее современного микрорайона, возле впадения в Волгу реки Уткашь, на месте современного микрорайона имени Кирова. Со временем произошла «миграция» названия в восточном направлении.
На территории самого микрорайона располагалась деревня Ошурково. Её название перешло на название центральной улицы микрорайона — Ошурковской. В районе автобусного кольца в конце Буксирной улицы располагалась деревня Верзилово.
В начале 20 века восточнее современного поселка Копаево товарищество братьев Нобель построило перевалочную нефтебазу. Ниже по течению Волги была построена мельница (ныне Рыбинский мукомольный завод). В состав города Копаево включено в 1929 году. В 1936 году восточнее Копаево были построены элеваторы и хлебная база, а в 1986 году комбикормовый завод. Для работников этих предприятий в северной части Копаево после войны был возведен «старый поселок», состоящий из малоэтажных домов, а в южной части шло индивидуальное строительство частных жилых домов. Начиная с хрущёвской эпохи, новое строительство жилых зданий велось в районе перекрестка Ошурковской и Буксирной улиц.
Микрорайон развивался как изолированный от остальной части города посёлок.

## Застройка
Большую часть площади поселка Копаево занимает частный сектор. В юго-западной части планировка частного сектора прямоугольная, в юго-восточной расположена перпендикулярными рядами домов к Буксирной улице.
В северо-восточной части Копаево располагается «старый поселок», состоящий из малоэтажной застройки высотой 2-3 этажа, много сталинских домов типовой серии 1-211.
Более современный массив многоквартирных домов расположен в месте примыкания Буксирной улицы к улице Ошурковской. Здесь расположены кирпичные хрущёвки серии 1-447 и трехэтажные кирпичные дома «сельских» проектов, преобладают панельные дома серии 111-121 и 121—043 в пятиэтажном варианте.
Домов выше 5 этажей в Копаево нет.

## Инфраструктура
В Копаево располагается школа № 11, детский сад, офис врача общей практики. Торговля представлена универсамами «Магнит», «Дружбой» и мелкими магазинами.

## Транспорт
Основной транспортной артерией микрорайона является Ошурковская улица. На западе она переходит в Ярославский тракт, связывающий Копаево с основной частью Рыбинска. На востоке улица пересекается с рыбинской окружной дорогой и переходит в трассу Рыбинск — Ярославль (Р151).
В восточной части Копаево от Ошурковской ответвляется Буксирная улица. Она идет на север в сторону Волги и заканчивается автобусным кольцом.
С основной частью города поселок связывают автобусные маршруты № 1 и 2. Они проходят по улицам Ошурковская и Буксирная, в конце последней находится их конечная остановка. По Ошурковской улице также следует пригородный автобус № 108.

## Проблемы
Микрорайон удалён от основной части города. Путь до Соборной площади составляет 6-7 км, до завода «Сатурн» — 9-10 км. На единственной дороге располагаются 2 железнодорожных переезда с ныне малоактивными движением поездов только по одному из них.
Копаево сейчас — один из самых зелёных и экологичных микрорайонов Рыбинска в пешей доступности до р. Волги с торговыми сетями и новыми домами со всеми удобствами.